# Биково (Сафоновський район)
Биково (рос. Быково)  — присілок Сафоновського району Смоленської області Росії. Входить до складу Пушкінського сільського поселення.
Населення —  9 осіб (2007 рік). 